# Estação de Bushey
A Estação de Bushey é uma estação do London Overground.

## História
A London and Birmingham Railway passou por aqui pela primeira vez em 20 de julho de 1837. Uma estação não foi fornecida inicialmente, pois a área era então escassamente povoada.
Uma estação foi fornecida mais tarde em um estilo de tijolo vermelho semelhante a outras ao longo da rota, maior do que a maioria, embora menor do que a de Harrow & Wealdstone. Os trens da Bakerloo line do Metrô de Londres serviram a estação de 16 de abril de 1917 até 24 de setembro de 1982.
Durante os anos de guerra de 1939-1945, a estação era frequentemente conhecida como "Ampersand" (E comercial) - isso se devia a uma aplicação tipicamente burocrática de regulamentos de emergência. Para impedir as tropas inimigas no caso de uma invasão, foi ordenado que todos os nomes das estações fossem pintados em painéis de identificação, e isso foi interpretado em Bushey & Oxhey como significando as palavras 'Bushey' e 'Oxhey', mas não o '&'. Durante a guerra, portanto, a estação recebeu a designação '&'. Também durante a guerra, uma pillbox de concreto (uma pequena fortificação de armas) foi fornecida sob o viaduto, entre as plataformas 2 e 3.
A estação foi renomeada de "Bushey & Oxhey" para "Bushey" em 6 de maio de 1974, embora esteja realmente localizado na cidade vizinha de Oxhey, e a parte mais próxima de Bushey (Bushey Village) esteja a mais de 1 milha (1,6 km) de distância. Foi no final da década de 1980 que a sinalização na estação refletiu essa mudança.